# 新民学会成立会旧址
新民學會成立會舊址，位於現湖南省長沙市桔子洲街道新民路社区（溁灣鎮），为蔡和森故居，新民学会成立会的召开地。

## 历史
房屋始建于清末光绪年间，1917年蔡和森全家在此租住两年多。1918年4月14日，毛澤東、蔡和森和蕭子升等13人在這裡成立了新民學會，這個事件對此後的中國革命有很大的影響。该建筑抗日战争时期被毁，1984年按原貌重建。1983年10月公布为湖南省文物保护单位，2013年被列为第七批全国重点文物保护单位。

## 格局
房屋坐西朝东，呈凹字形基本对称。三开间单层悬山顶，木构架竹织壁粉灰，盖小青瓦。属于清代穿斗式民居建筑。
大门悬挂1985年邓小平题“蔡和森故居”和陈云题的“新民学会成立会旧址”匾额。堂屋前竹篱环绕成庭院，入院槽门悬挂匾额“沩痴寄庐”。